# Postkonstruktivisme
Postkonstruktivisme var en arkitektonisk overgangsstilart, som eksisterede i Sovjetunionen i 1930'erne, typisk for tidlig stalinistisk arkitektur før 2. verdenskrig. Udtrykket postkonstruktivisme var udmøntet af Selim Khan-Magomedov, en arkitekturhistoriker, for at beskrive resultatet af avantgarde-kunstnernes migration til stalinistisk nyklassicisme. Khan-Magomedov identificerede postkonstruktivisme til perioden 1932 til 1936, men den lange byggeperiode og landets store udstrækning bevirker, at perioden må udstrækkes til 1941. 

## Reference
1. ↑  Russian: С.О.Хан-Магометов. «Архитектура Советского авангарда».Т1. Москва. Стройиздат. 1996 (S.O. Khan-Magomedov, "Soviet avantgarde architecture", 1996)
2. ↑  English 1987 version: Khan-Magomedov,1941. "Pioneers of Soviet Architecture: The Search for New Solutions in the 1920s and 1930s", Thames and Hudson Ltd, ISBN 978-0-500-34102-5

| Arkitektur | Spire Denne arkitekturartikel er en spire som bør udbygges. Du er velkommen til at hjælpe Wikipedia ved at udvide den. |